# Когенераційна система виробництва енергоносіїв
Когенераційна система виробництва енергоносіїв (рос. ко-генерационная система производства энергоносителей , англ. energy carrier cogeneration system; нім. Kogenerationssystem n der Produktion von Energieträgern) — принципово нова ко-ґенераційна технологія на базі свердловинної підземної газифікації вугільних пластів (СПГВ), вільно-поршневих аґреґатів (ВПАГ) і систем акумулювання теплової енергії. Газ СПГВ є енергоносієм для ВПАГів, які, в свою чергу, приводять у рух електро- і теплоґенератори для виробництва електричної та теплової енергії. Теплова енергія відхідних із ВПАГів газів утилізується в економайзері. Залишкове тепло відхідних газів з економайзера вдруге утилізується у автономному піковому контурі з виробництва електроенергії в години «пік» та у підземному акумуляторі для потреб теплопостачання. Пара, що утворюється у свердловинному підземному пароґенераторі, також бере участь у виробництві електричної та теплової енергії.

## Загальний опис

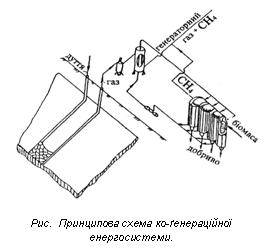

Суть свердловинної підземної газифікації бурих чи кам'яних вугільних пластів полягає у бурінні вертикально-горизонтальних свердловин, розпалюванні вугільного пласта, що є первинним енерго-теплоносієм ко-ґенераціиної системи. Одночасно з підземною газифікацією вугільних пластів на поверхні землі розгортається допоміжне виробництво з переробки біомаси на основі використання фізичного тепла ґенераторного газу (рис.). Гарячий газ подається у порожнини біологічних реакторів (метантенків). Під впливом тепла в резервуарі біоконверсії відбувається процес анаеробного зброджування. Утворений газ метан подається у магістральний трубопровід, де його змішують з ґенераторним газом для підвищення його теплоти згоряння. Відхідне тепло (вода) від ко-ґенераційної системи використовується у сільськогосподарському виробництві для підігрівання кореневої системи рослин у відкритому ґрунті, що дозволяє збирати два врожаї овочевих культур на рік.
Ко-ґенераційна система дозволяє: — одночасно витягати енергію вугілля у вигляді газоподібного палива і виробляти електро- і теплоенергію; — виробляти додаткову електроенергію у піковому контурі, а також теплову енергію у підземному акумуляторі; — створити малоопераційну, надійну і автоматизовану систему керування процесом газифікації та поточну технологію транспортування газу СПГВ; — забезпечити безперервне виробництво біогазу та використання сучасних двигунів із вільними поршнями.
Вітчизняний варіант Когенераційної системи виробництва енергоносіїв створено фахівцями Національної гірничої академії України (м.Дніпропетровськ).